# Diecezja Babahoyo
Diecezja Babahoyo (łac. Dioecesis Babahoiensis) – rzymskokatolicka diecezja w Ekwadorze należąca do metropolii Guayaquil. W 1948 roku został utworzony na tym terenie wikariat apostolski Los Rios, który z kolei został przekształcony w prałaturę terytorialną w roku 1951. Na miejsce prałatury Los Rios w 1994 roku erygowana została diecezja Babahoyo.

## Główne świątynie
- Katedra: Katedra Matki Boskiej Miłosiernej w Babahoyo

## Ordynariusze

### Wikarzy apostolscy Los Rios
- Adolfo Maria Astudillo Morales 1948 – 1951

### Prałaci Los Rios
- Adolfo Maria Astudillo Morales 1951 – 1957
- Victor Garaygordóbil Berrizbeitia 1963 – 1982
- Jesús Ramón Martínez de Ezquerecocha Suso 1984 – 1994

### Biskupi Babahoyo
- Jesús Ramón Martínez de Ezquerecocha Suso 1994 – 2008
- Fausto Trávez Trávez OFM 2008 – 2010
- Marcos Pérez Caicedo 2012 –  2016
- Skiper Yáñez Calvachi od 2018